# Samut Sakhon
Pour la province de Thaïlande, voir Province de Samut Sakhon.
Samut Sakhon (สมุทรสาคร), anciennement nommée Tha Chin, est une ville de la région centrale de la Thaïlande. Elle se trouve sur la Tha Chin, à son embouchure dans le Golfe de Thaïlande.